# Liphistius yangae
Liphistius yangae is een spinnensoort uit de familie Liphistiidae. De soort komt voor in Maleisië.